# Simone Biles
Simone Arianne Biles (n. 14 martie 1997, Columbus, Ohio, SUA) este o gimnastă artistică americană. 
Este cea mai decorată gimnastă din a Statelor Unite, fiind laureată cu 19 de medalii olimpice și mondiale. La Jocurile Olimpice de vară din 2016 a fost prima gimnastă, după românca Ecaterina Szabó, care a cucerit patru medalii de aur la o singură ediție a Jocurilor Olimpice.

## Carieră
S-a născut în Columbus, Ohio. La vârsta de trei ani, a fost adoptată de bunicii ei, mama sa fiind incapabilă de a îngriji copii din cauza dependenței de droguri și alcool. A crescut în Texas, unde s-a apucat de gimnastică la vârsta de șase ani. Doi ani mai târziu, a început să se pregătească cu Aimee Boorman, care rămane antrenoarea ei până în prezent.
Și-a făcut debutul internațional în 2013. În același an, a luat parte la Campionatul Mondial de Gimnastică Artistică de la Antwerpen, unde a fost cea mai decorată gimnastă americană cu aur la individual compus și la sol, argint la sărituri și bronz la barnă. S-a clasat și pe locul 4 la paralele.
În ciuda unei răni la umăr în începutul sezonului, a cucerit patru medalii de aur și una de argint în cadrul Campionatului Mondial din 2014 de la Nanning. În anul următor, a devenit prima gimnastă care a câștigat proba de individual compus trei ani la rând.
La Jocurile Olimpice din 2016 de la Rio de Janeiro, a adăugat palmaresului patru medalii de aur (la individual compus, la sol, la sărituri și pe echipe) și o medalie de bronz la bârnă. Astfel, a devenit prima gimnastă, după românca Ecaterina Szabó, care a cucerit patru medalii de aur la o singură ediție a Jocurilor Olimpice.

## Legături externe
Materiale media legate de Simone Biles la Wikimedia Commons
- Site-ul oficial
- Profil Arhivat în 28 aprilie 2021, la Wayback Machine. la USA Gymnastics
- Profil Arhivat în 18 august 2016, la Wayback Machine. la FIG
- en Simone Biles la Olympedia.org